# Diphyllobothrium arctocephalinum
Diphyllobothrium arctocephalinum is een lintworm (Platyhelminthes; Cestoda). De worm is tweeslachtig. De soort leeft als parasiet in andere dieren.
Het geslacht Diphyllobothrium, waarin de lintworm wordt geplaatst, wordt tot de familie Diphyllobothriidae gerekend. De wetenschappelijke naam van de soort werd voor het eerst geldig gepubliceerd in 1937 door Johnston.